# Herb powiatu kolneńskiego
Herb powiatu kolneńskiego – jeden z symboli powiatu kolneńskiego, ustanowiony 29 marca 2001.

## Wygląd i symbolika
Herb przedstawia na tarczy dzielonej w pas w polu górnym złotym postać św. Floriana w srebrnej zbroi i czerwonym płaszczu gaszącego wiadrem wody pożar kościoła tego samego koloru (symbol pochodzący z herbu Kolna), natomiast w polu dolnym zielonym trzy godła ułożone w słup: kusza złota z naciągniętą srebrną strzałą, drzewo liściaste złote i topór złoty ze srebrnym ostrzem zwróconym w prawo.